# 2014 год в Азербайджане
2014 год в Азербайджане — перечень наиболее значимых событий, произошедших в 2014 году в Азербайджане.
- Год промышленности[1].

## Январь
- 13 января — Основана Азербайджанская дипломатическая академия

## Февраль
- 13 февраля — Национальный Конгресс Гондураса признал территориальную целостность Азербайджана и Ходжалинскую резню[2][3]

## Март
- Штат Индиана признал Ходжалинскую резню[2][4]

## Апрель
- 14 апреля — Открытие Национальной гимнастической арены[5]
- 23 апреля — Открытие нового аэровокзального комплекса в международном аэропорту Гейдара Алиева[6]
- 28 апреля — Второй Глобальный форум открытого общества[7]

## Май
- Председательство Азербайджана в Комитете министров Совета Европы[8]
- 5 мая — Открыт научный центр «Национальная энциклопедия Азербайджана»[9]

## Июнь
- 30 июня — Выведен на орбиту спутник Azersky[10]
- Сессия Парламентской Ассамблеи ОБСЕ в Баку[8]

## Август
- 1 августа — Восемь азербайджанских солдат погибли в результате столкновений с армянскими войсками на границе и вблизи спорного нагорно-карабахского региона[11]

## Сентябрь
- 1 сентября — Комитет по иностранным делам Судана признал Ходжалинскую резню[12]
- 20 сентября — Начато строительство Южного газового коридора[13]
- 24 сентября — Распоряжение «О некоторых мерах безопасности на линии соприкосновения вооружённых сил Азербайджана и вооружённых сил Армении»[8]

## Октябрь
- 2 октября — IV Международный гуманитарный форум[14]

## Ноябрь
- 1—2 ноября — IV Бакинский международный форум[8]

## Декабрь
- 2 декабря — создано ОАО "Азеркосмос"[8]
- 26 декабря — открытие мечети Гейдара[15]

## Без точной даты
- Началась реконструкция станции Бакинского метрополитена «Шах Исмаил Хатаи»[16]

## В культуре
- 9 февраля — 2 марта — II сезон конкурса «Большая сцена»
- 17 июня — ХII съезд Союза писателей Азербайджана[17][18]
- 10 сентября — Учреждён Шекинский театральный фестиваль[19]
- 5—6 ноября — III Бакинская международная театральная конференция[20]

## В спорте
- 19—30 апреля — 1-й Мемориал Гашимова
- 28 июля — Основан футбольный клуб «Зиря»
- 7—9 ноября — Открытый чемпионат Азербайджана по спортивному ориентированию[21]

## Умерли
- 11 января — Вугар Гашимов, шахматист[22]
- 27 января — Махаббат Кязимов, певец[23]
- 10 марта — Эльдар Исмаилов[азерб.], историк[24][25]
- 15 марта — Гусейн Дарья[азерб.], музыкант[26][27]